# Микоси
Микоси (яп. 神輿, букв. божественный паланкин, встречается написание 御輿, уважаемый паланкин, также синъё) — священный паланкин в синтоизме, в котором переносят ками, обитающих в хранящихся в микоси священных предметах — синтаях. Произошли от китайских паланкинов, в который носили японских аристократов. 
Микоси представляет собой чёрный лакированный деревянный короб с крышей, стоящий на двух или более брусьях. Его форма может быть разной, например, квадратной или восьмиугольной. Многие имеют богато украшенную крышу, которую венчает или феникс (яп. 鳳凰 хо:о:), или луковка (яп. 葱花 со:ка). Если на крыше расположен феникс (символ императора), микоси называют хорэн. Микоси используются для переноса ками в другое святилище или на храмовых праздниках. 
На традиционные японские праздники (мацури) микоси переносятся по улицам под сопровождение громких ритмичных возгласов «хэй-хо» (рус. «раз-два, взяли!»). Процессия и раскачивание микоси позвляют божеству осмотреть «свою» территорию, осчастливить прихожан и поучаствовать в развлечениях. В прибрежных районах носильщики микоси даже заходят в море, чтобы вымолить у богов и духов хороший улов.
Во время некоторых праздников, например Хонэн-мацури, носильщики раскачивают микоси из стороны в сторону. При отборе кандидатов действуют определённые правила: так, на Хонэн-мацури нести микоси имеют право лишь мужчины 42-летнего возраста в белых одеждах.
Считается, что впервые микоси были использованы в 749 году, чтобы перенести ками Хатимана из Уса-дзингу в Тодайдзи. Стали распространены в эпоху Хэйан. Большая часть сохранившихся старинных микоси датируются периодом Муромати. Ранее на фестивалях микоси носили только прихожане, сегодня это могут делать простые участники мацури и даже дети. 